# Dölzig (Schkeuditz)
Dölzig ist der südlichste Ortsteil der sächsischen Stadt Schkeuditz im Landkreis Nordsachsen. Nach der eigentlichen Stadt Schkeuditz ist er der einwohnerreichste Ortsteil.

## Geografie

### Lage
Dölzig liegt etwa 13 Kilometer westlich von Leipzig, direkt an der Landesgrenze Sachsen–Sachsen-Anhalt im Westen und der Kreisgrenze Nordsachsen–Landkreis Leipzig im Süden, außerdem grenzt der Ort an Leipzig im Osten. In unmittelbarer Nähe des Ortes verlaufen die A 9 mit der Abfahrt „Leipzig-West“ und die Bundesstraßen 181 und 186.

### Nachbarorte
| Horburg      | Schkeuditz                                  | Gundorf                  |
| Kötschlitz   | Kompassrose, die auf Nachbargemeinden zeigt | Burghausen, Rückmarsdorf |
| Günthersdorf | Priesteblich                                | Frankenheim              |

## Geschichte
Dölzig wurde 1915 aus Groß- und Kleindölzig gebildet. Der östlich gelegene Ortsteil Kleindölzig wurde erstmals 1182 mit einem Herrensitz erwähnt, Großdölzig im Westen im 13. Jahrhundert. Groß- und Kleindölzig gehörten wie Kleinliebenau bis 1815 zum hochstiftlich-merseburgischen Amt Schkeuditz, das seit 1561 unter kursächsischer Hoheit stand und zwischen 1656/57 und 1738 zum Sekundogenitur-Fürstentum Sachsen-Merseburg gehörte.
Durch die Beschlüsse des Wiener Kongresses wurde Kleinliebenau mit dem Westteil des Amts Schkeuditz im Jahr 1815 an Preußen abgetreten. Groß- und Kleindölzig verblieben mit dem Ostteil beim Königreich Sachsen und wurden dem Kreisamt Leipzig angegliedert. Ab 1856 gehörten sie zum Gerichtsamt Markranstädt und ab 1875 zur Amtshauptmannschaft Leipzig. 1915 erfolgte der Zusammenschluss von Groß- und Kleindölzig zur Gemeinde Dölzig. Bei der Kreisreform in der DDR wurde der Ort im Jahr 1952 dem Kreis Leipzig-Land im Bezirk Leipzig zugeteilt, der 1994 zum Landkreis Leipziger Land kam.
1957 wurde der etwa 2 km nordwestlich gelegene Ort Kleinliebenau und 1973 der rund 3 km südlich gelegene Ort Priesteblich eingemeindet. 1994 wurde zusammen mit Burghausen und Rückmarsdorf die Gemeinde Bienitz als Teil des Landkreises Leipziger Land gegründet. Im Jahr 2000 wurde diese Gemeinde aufgelöst und Dölzig mitsamt Kleinliebenau nach Schkeuditz im Landkreis Delitzsch, jetzt Landkreis Nordsachsen, umgegliedert. Der Ortsteil Priesteblich wurde Markranstädt im Landkreis Leipziger Land (jetzt Landkreis Leipzig) zugeordnet.

## Sehenswürdigkeiten/Tourismus
- Spätgotische Stiftskirche Dölzig: Der quer-rechteckige West-Turm mit gekuppelten Rundbogenfenstern weist auf die ursprünglich romanische Kirche hin.[4]
- Taubenhaus
- Elster-Saale-Kanal direkt am nördlichen Ortsrand, Neue Luppe weiter im Norden und Zschampert im Osten. Die B 186 und eine weitere Straße unterqueren den Kanal bei Dölzig.
- Auwald mit der Ausflugsgaststätte „Domholzschänke“, Gaststätten „Goldener Hirsch“ und „Holländische Mühle“ (über 400 Jahre alt)[5] in Dölzig
- Windmühle in Großdölzig
- Rittergutskirche und Autobahnsee Kleinliebenau mit Campingplatz
- Abzweig der Luppe von der Neuen Luppe nördlich von Kleinliebenau

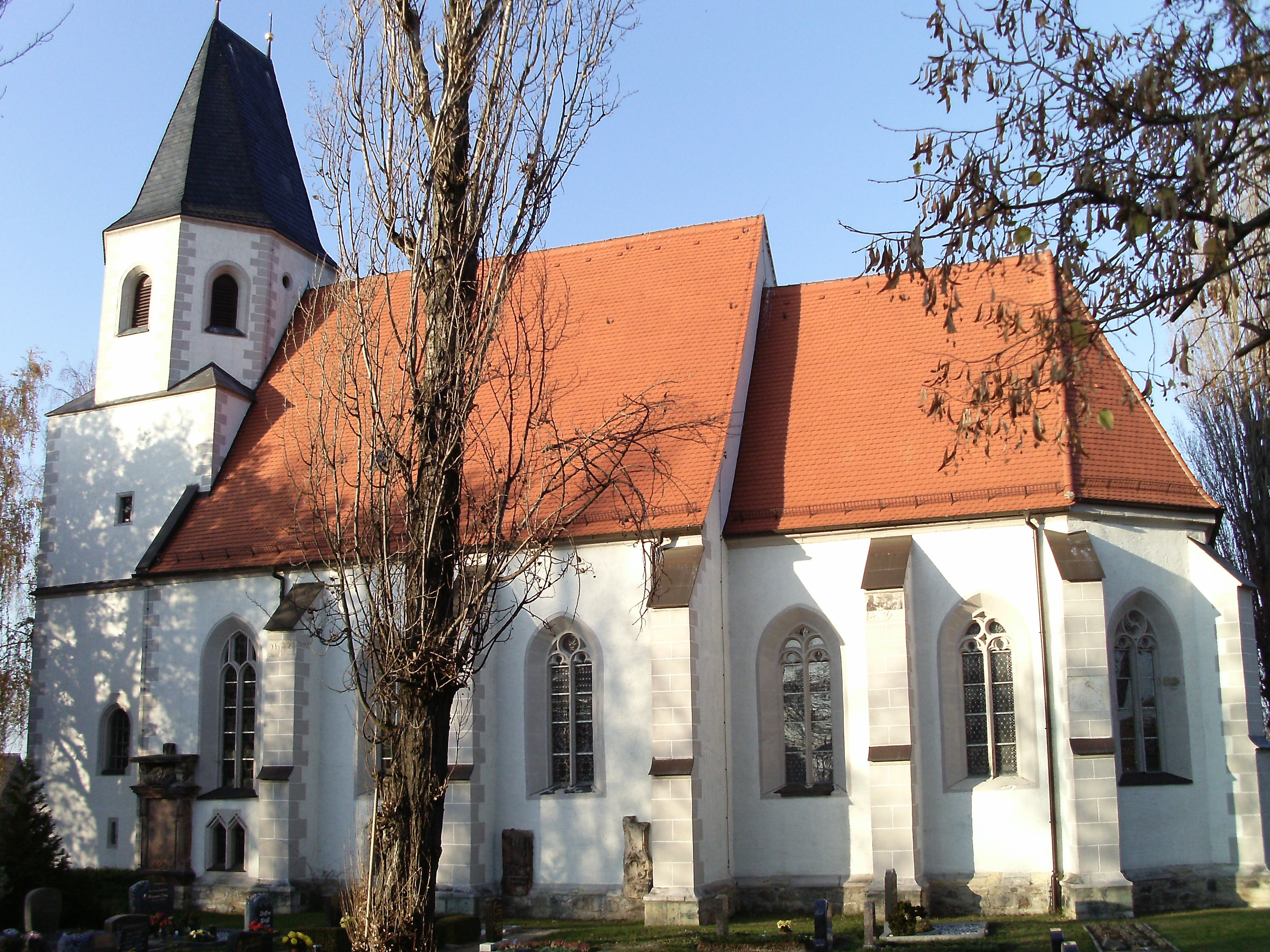
Spätgotische Stiftskirche
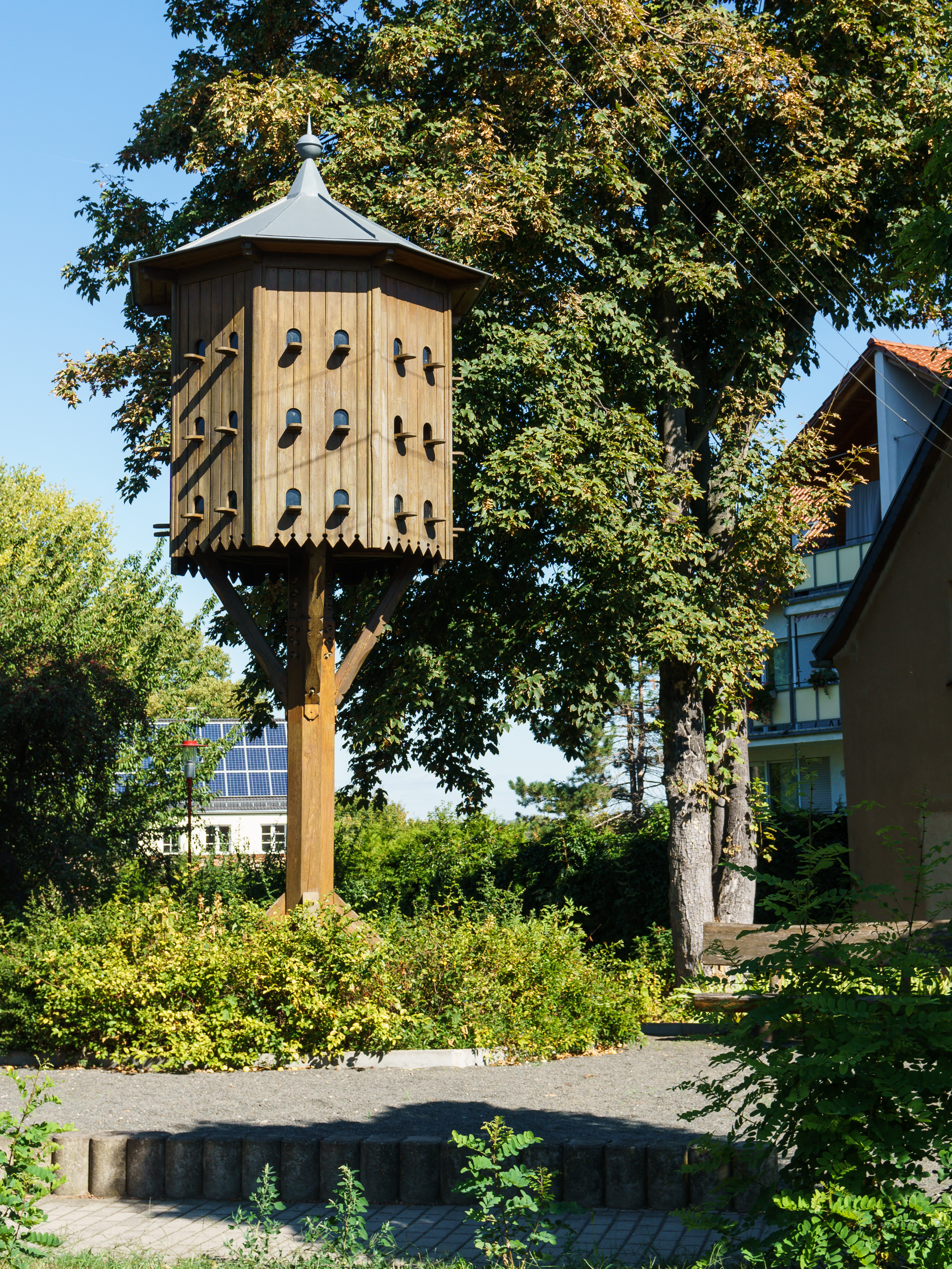
Taubenhaus
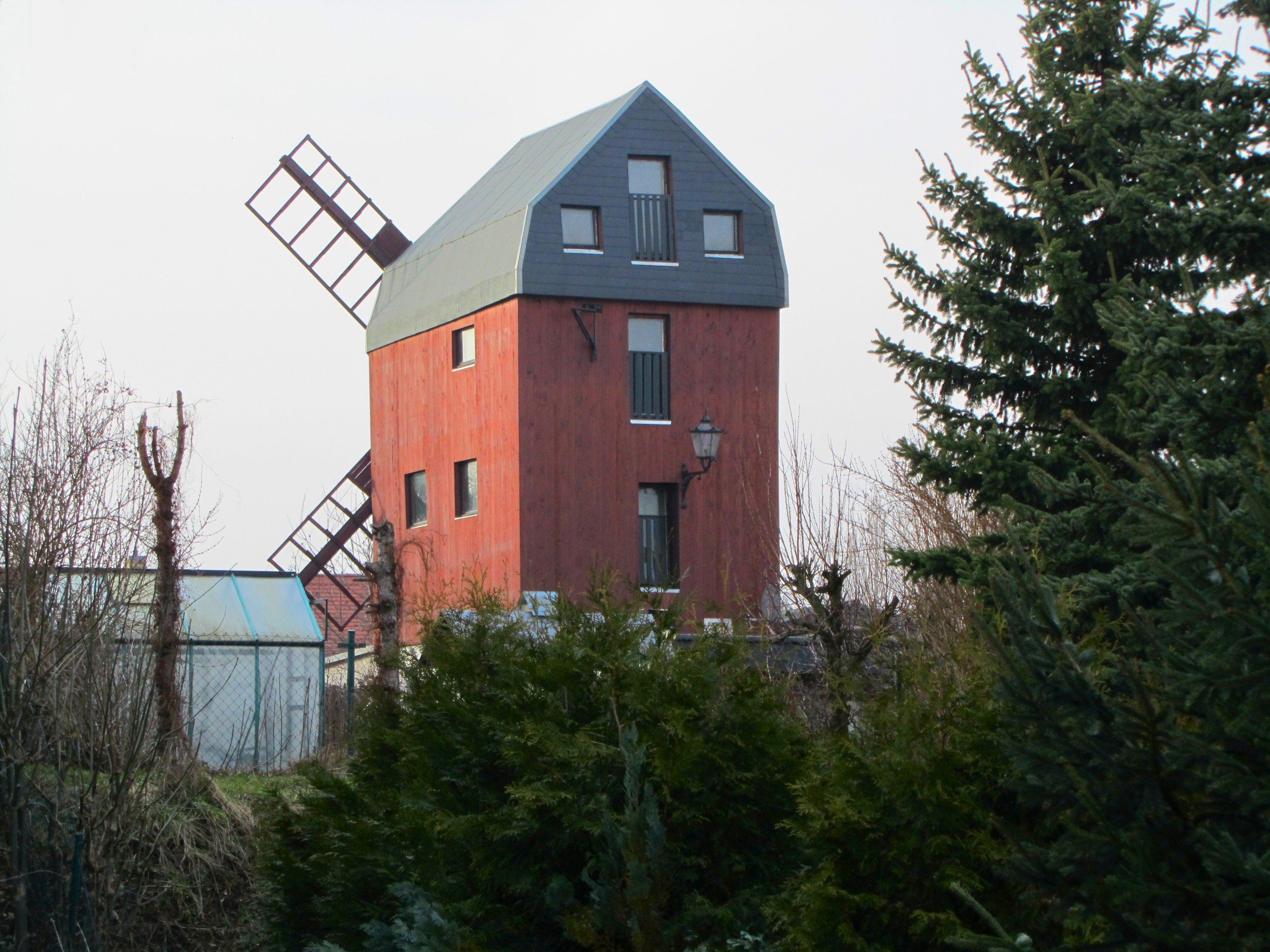
Windmühle
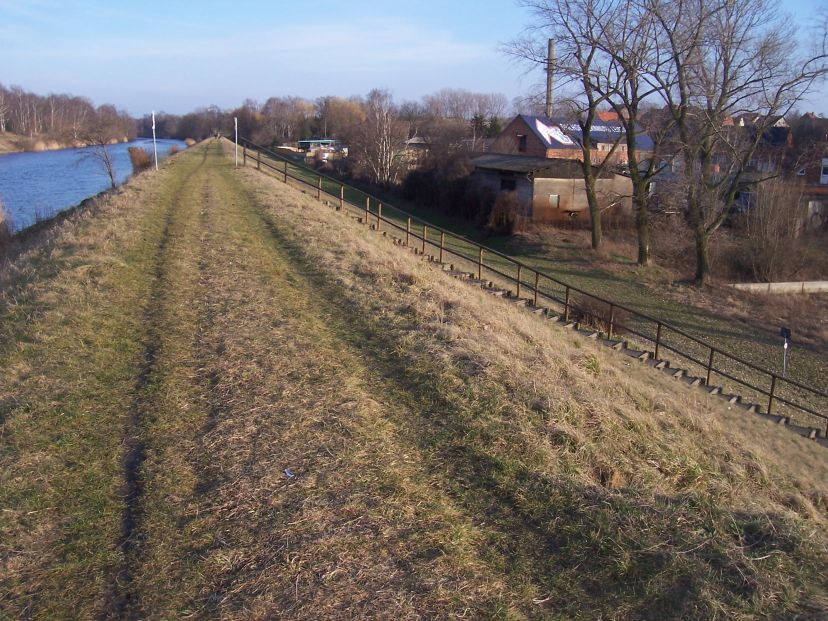
Elster-Saale-Kanal bei Dölzig
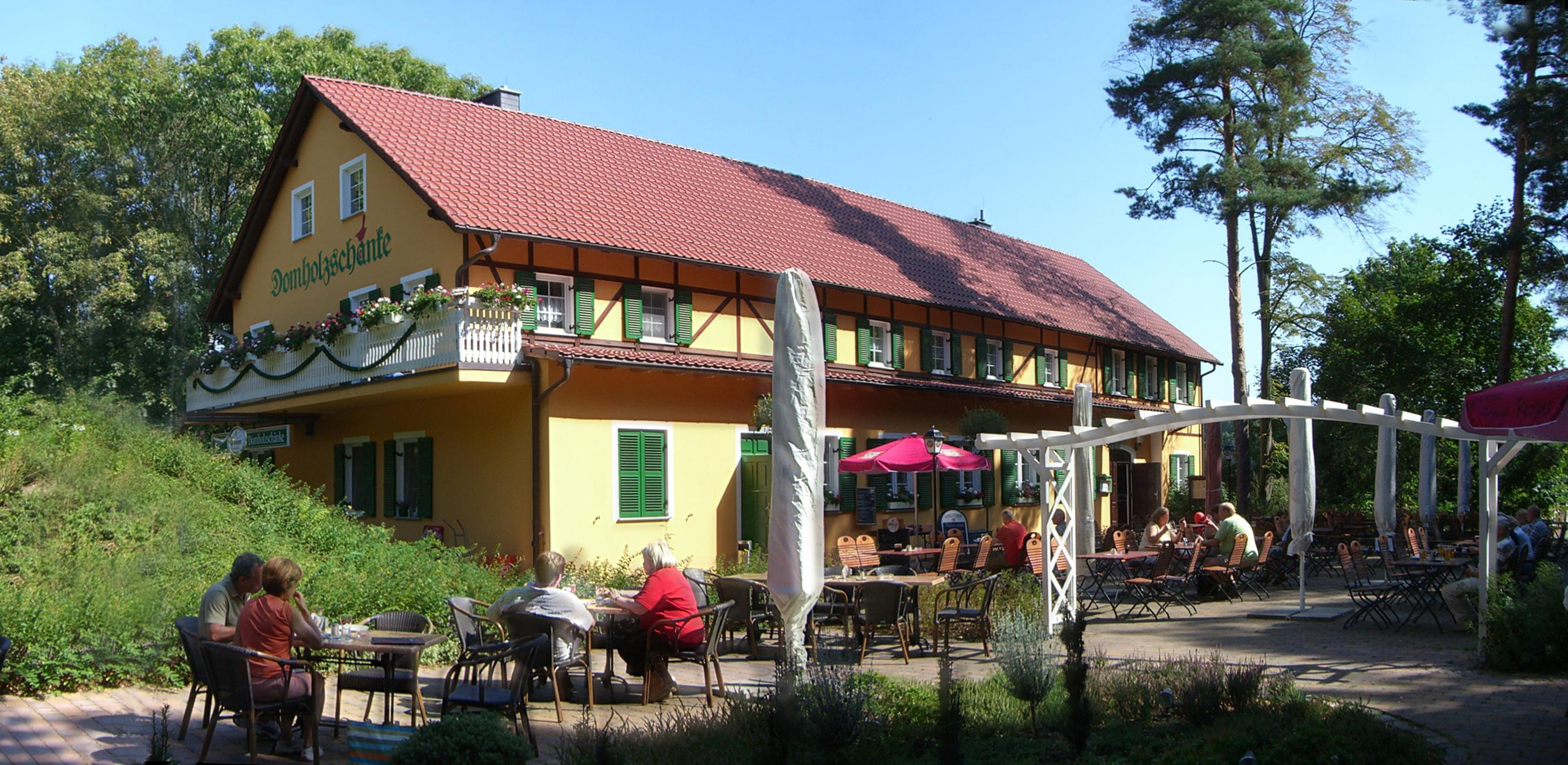
Domholzschänke
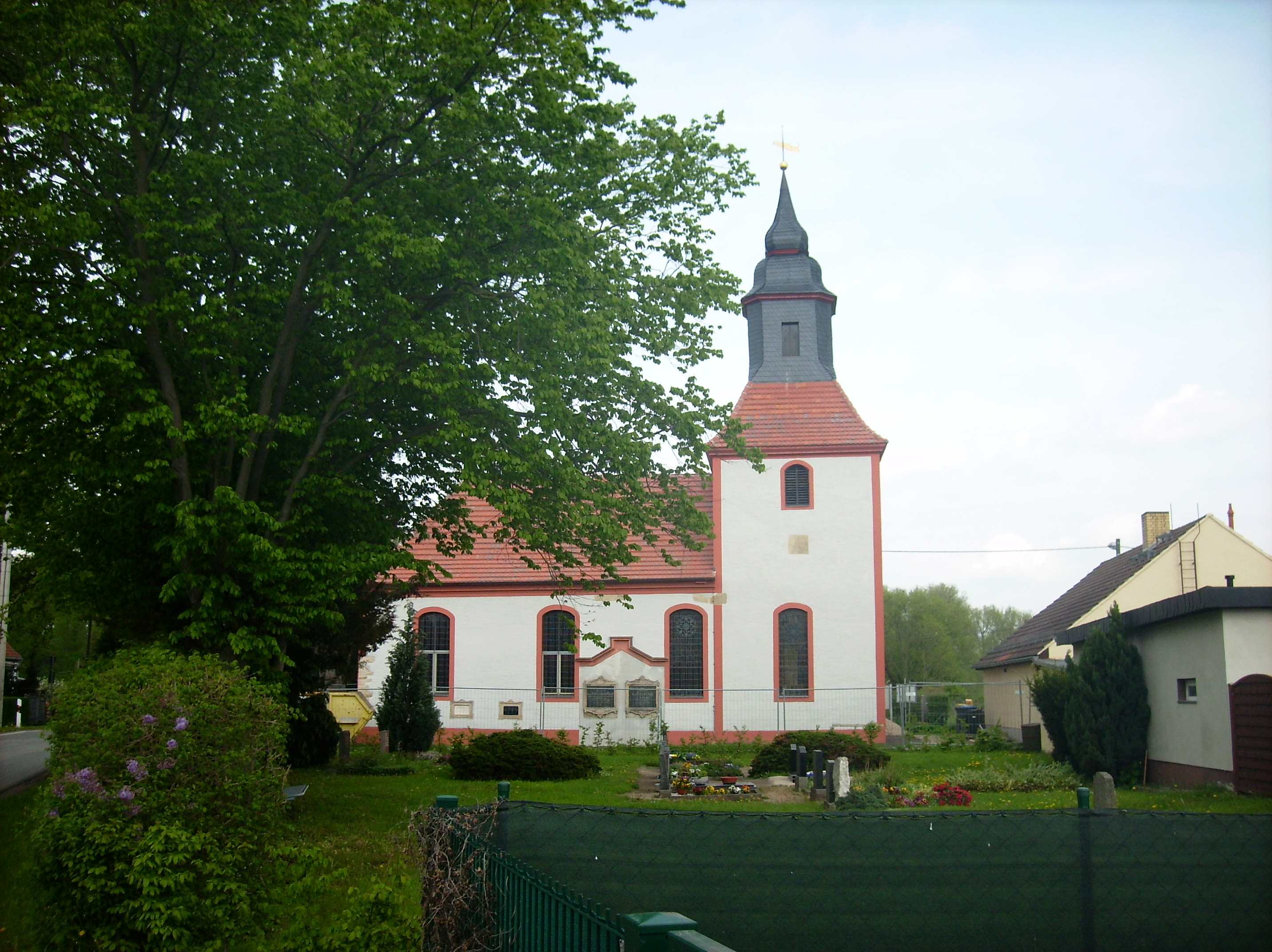
Rittergutskirche in Kleinliebenau

## Wirtschaft/Verkehr

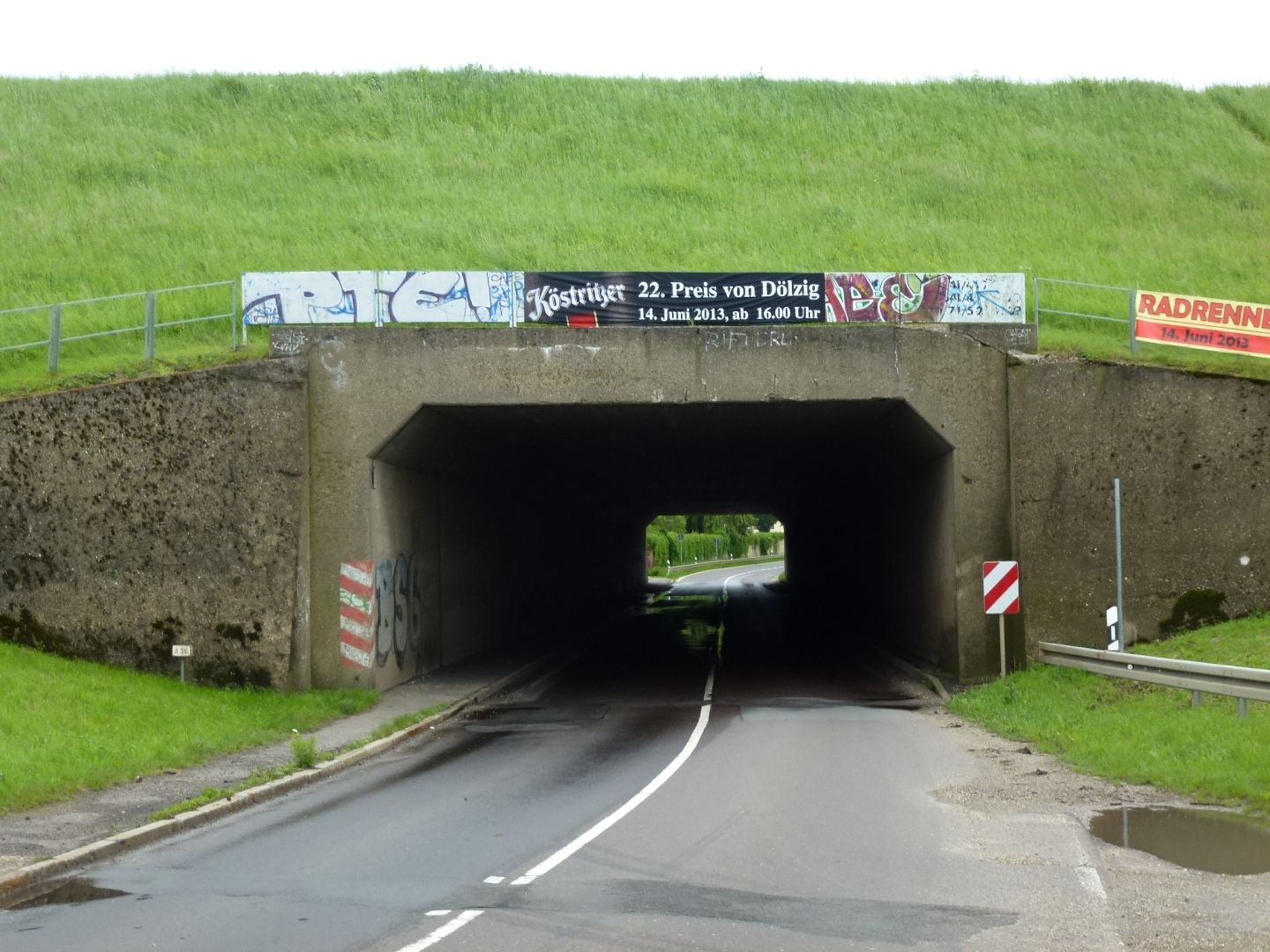
Tunnel der B 186 unter dem Elster-Saale-Kanal

An der Südwestecke des Dorfes kreuzen sich die B 181 und B 186. In etwa 1 km Entfernung westlich von dieser Kreuzung befindet sich eine Anschlussstelle der A 9, was die Schaffung eines Gewerbegebietes westlich des Ortes begünstigte. Im Gewerbegebiet wurde 2007 das Luftrettungszentrum der ADAC Luftrettung GmbH mit zwei Hubschraubern für die Region Leipzig und das südliche Sachsen-Anhalt eröffnet.
Gleich hinter der Autobahn ist das Einkaufszentrum Nova in Günthersdorf.
Zwischen Dölzig und Kleinliebenau wird Kies abgebaut.
Der Ort ist durch Busse mit Leipzig, Schkeuditz, Markranstädt, Günthersdorf und Merseburg verbunden.
An der ehemaligen Bahnstrecke Merseburg–Leipzig verfügte Dölzig bis zu deren Stilllegung 1998 über einen Bahnhof  nördlich des Kanals.

## Schule
In Dölzig gibt es seit 1562 eine Schule. Die Grundschule wurde nach dem Dölziger KPD-Mitglied Paul Wäge (1942 im KZ Stutthof gestorben) benannt.

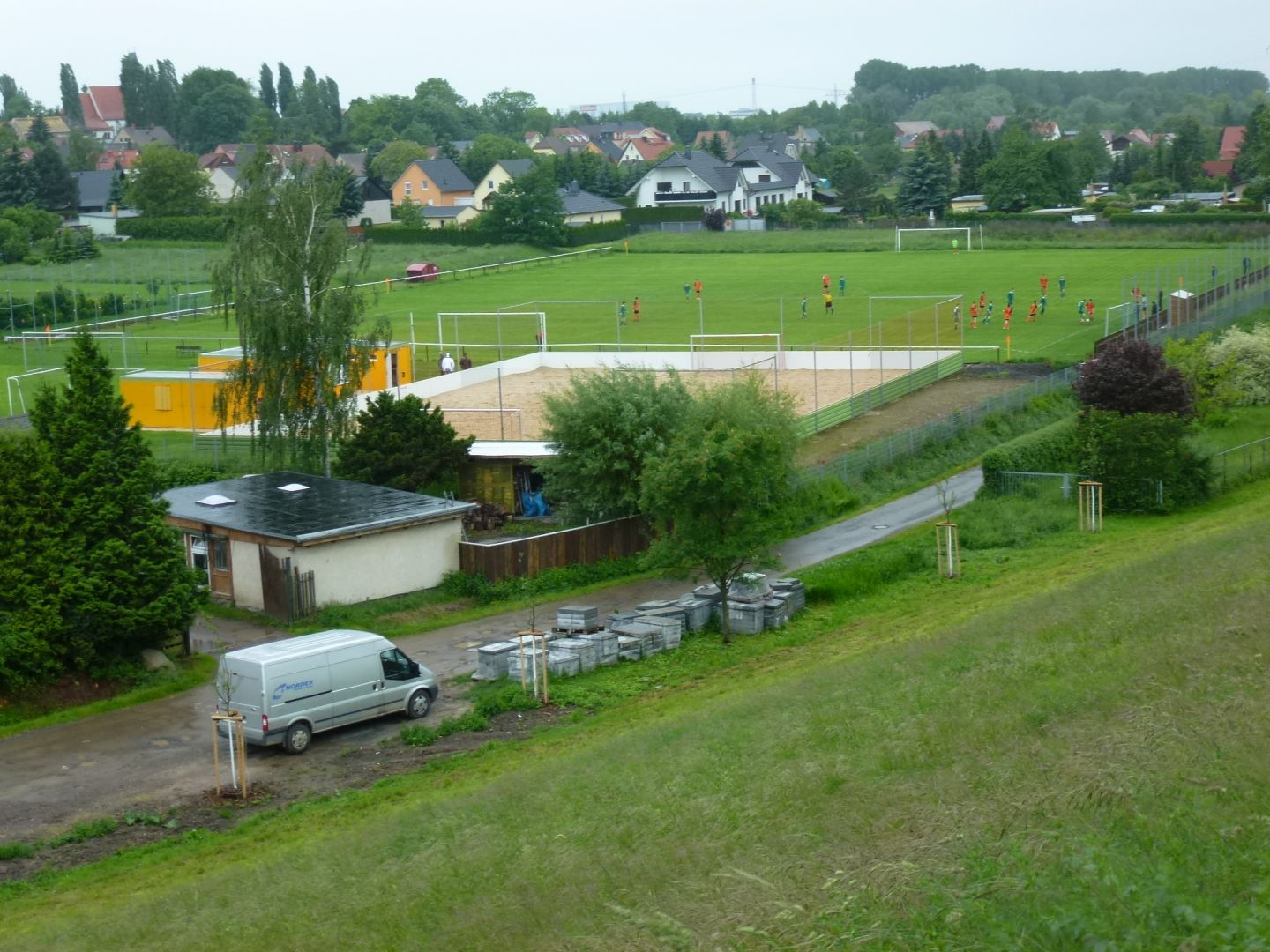
Sportplatz Dölzig, Blick vom Damm des Elster-Saale-Kanals

## Sport
- Dölzig ist für seine Radrennen bekannt.
- Der Sportverein SV Dölzig wurde 1863 gegründet.

## Persönlichkeiten
- Georg Oertel (* 27. März 1856 Großdölzig; † 23. Juli 1916 Spechtshausen) – Reichstagsabgeordneter, konservativer Politiker, Chefredakteur der Deutschen Tageszeitung in Leipzig
- Werner Stiehler (* 1923), Journalist und Chefredakteur der Leipziger Volkszeitung